# Lefebvre (Brauerei)
Lefebvre ist eine belgische Privatbrauerei in Quenast, einer Teilgemeinde der wallonisch-brabantschen Ortschaft Rebecq. Die Brauerei ist Mitglied der Gesellschaft Belgian Family Brewers. 2014 wurden 100.000 hl Bier gebraut.

## Geschichte
Die Gründung der Familienbrauerei erfolgte 1876 durch Jules Lefèbvre. Im Jahr 1916 wurde der Betrieb während des Ersten Weltkriegs von deutschen Besatzern demontiert; Jules Sohn Auguste baute ihn 1921 wieder auf. In dritter Familiengeneration ließ Gaston Lefèbvre eine Abfüllanlage installieren. Den Zweiten Weltkrieg überstand die Brauerei zwar, allerdings musste die Brautätigkeit sehr stark gedrosselt werden. Mit Pierre folgte 1954 die vierte, mit Philippe 1975 die fünfte und mit Paul im Jahr 2002 die sechste männliche Generation in der Firmenleitung der traditionsreichen Brauerfamilie Lefèbvre. Seit 1983 braut der Betrieb auch verschiedene Biersorten der Marke Floreffe, die von der Abtei Floreffe lizenziert wurde.

## Biermarken

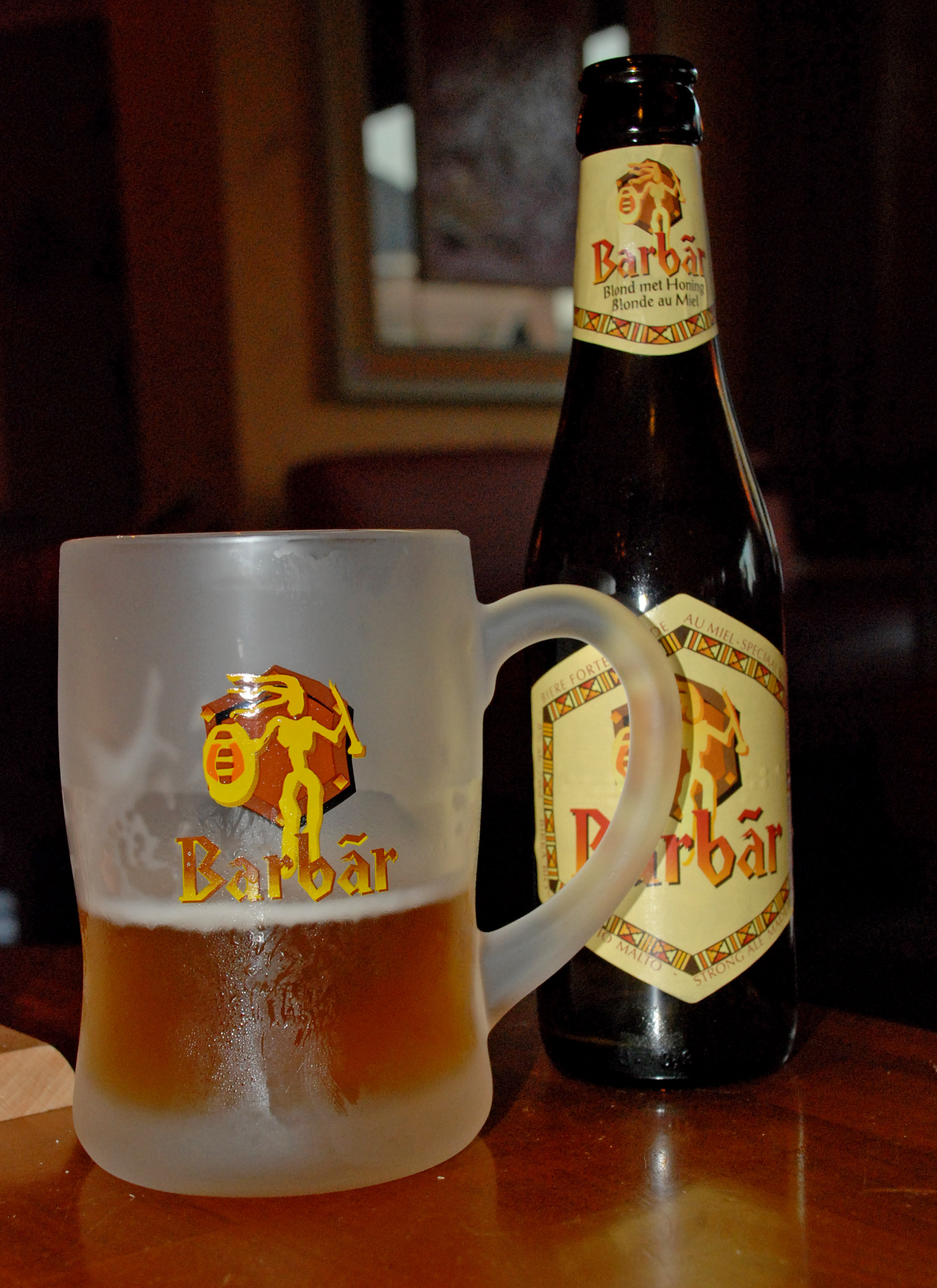
Barbãr
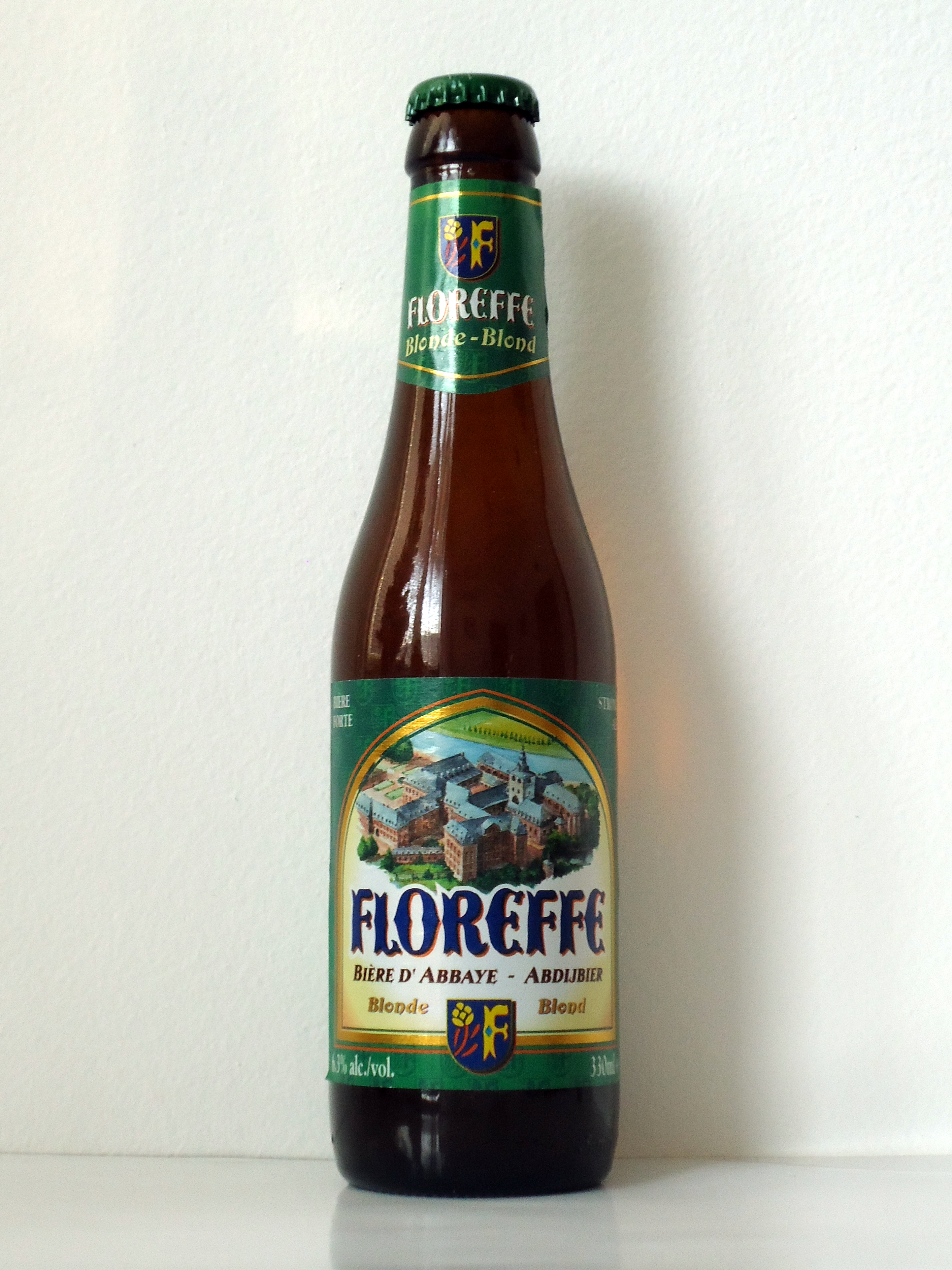
Floreffe Blond
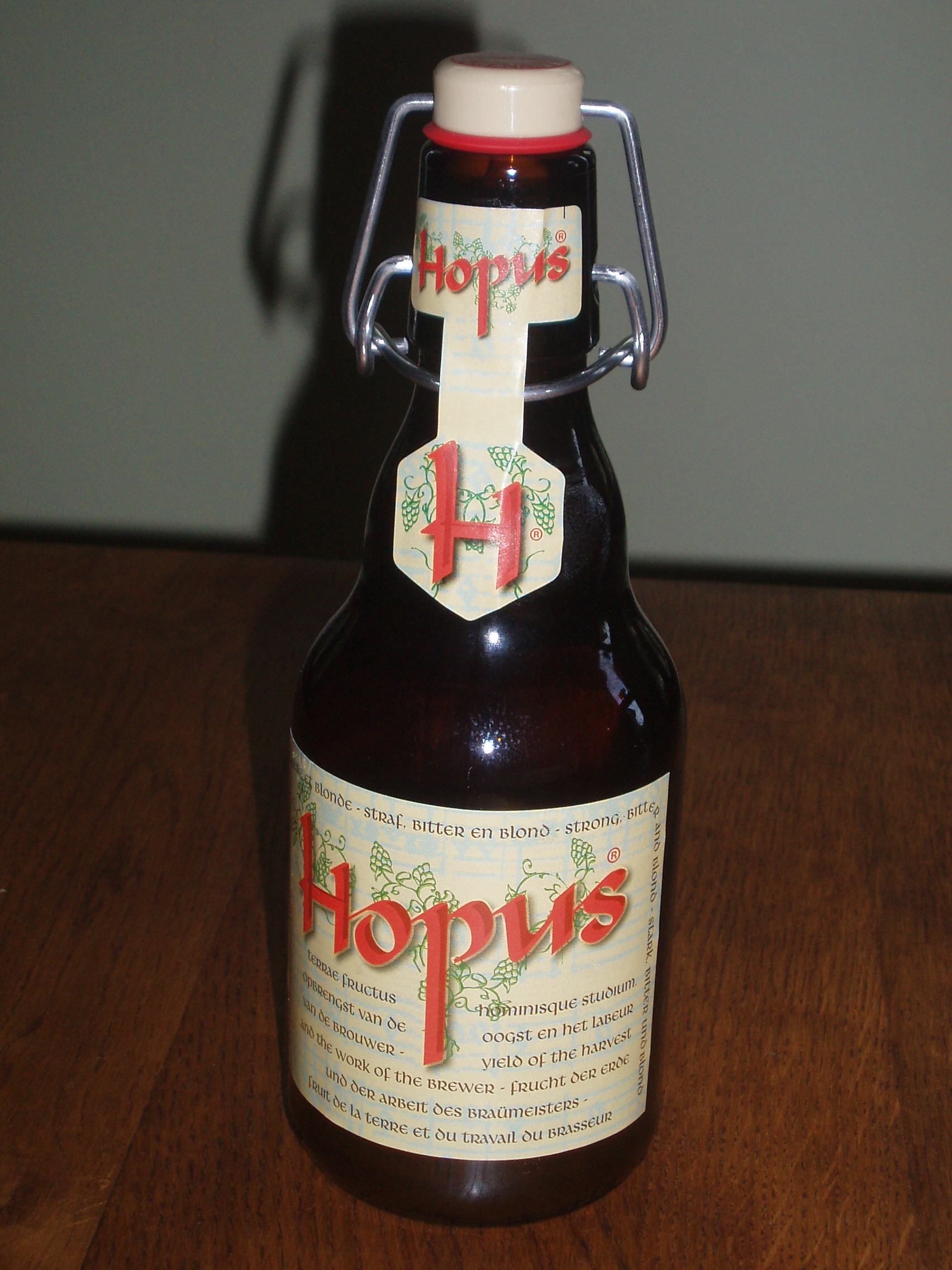
Hopus
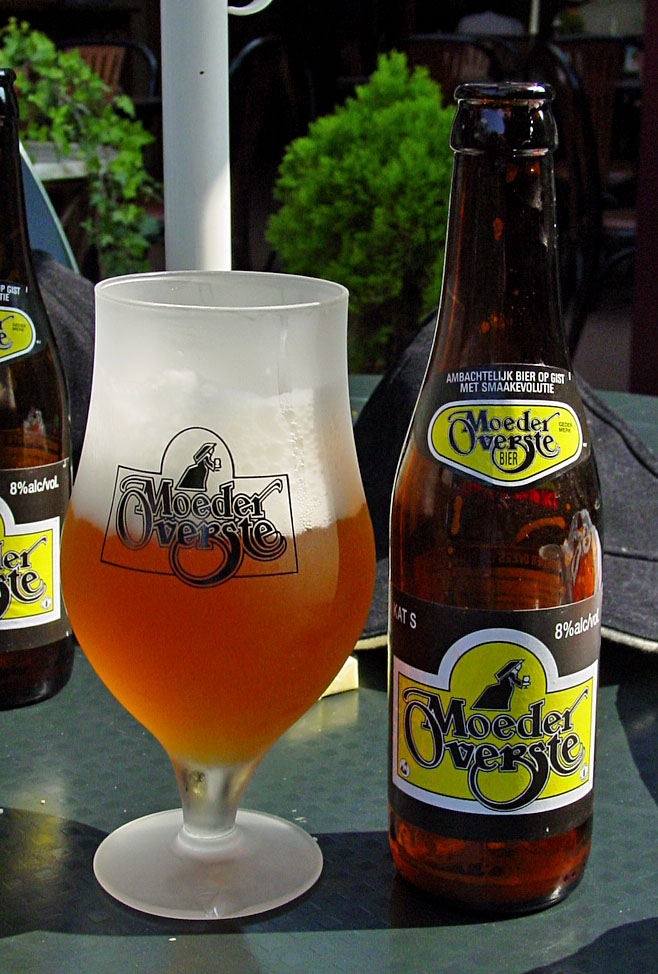
Moeder Overste

| Name                  | % Alkohol | Typ        |
| --------------------- | --------- | ---------- |
| Barbãr                | 8,0       | Blond      |
| Barbãr Bok            | 8,0       | Bruin      |
| Belgian Framboises    | 3,5       | Fruchtbier |
| Belgian Kriek         | 3,5       | Fruchtbier |
| Belgian Pêches        | 3,5       | Fruchtbier |
| Blanche de Bruxelles  | 4,5       | Weißbier   |
| Floreffe Blond        | 6,3       | Blond      |
| Floreffe Dubbel       | 6,3       | Bruin      |
| Floreffe Tripel       | 7,5       | Blond      |
| Floreffe Prima Melior | 8,0       | Blond      |
| Hopus                 | 8,3       | Blond      |
| Manneken Pils         | 6,0       | Blond      |
| Moeder Overste        | 8,0       | Blond      |
| Newton                | 3,5       | Fruchtbier |
| Saison 1900           | 5,2       | Amber      |

## Internationale Auszeichnungen
Im Jahr 2010 gewannen Hopus die Bronzemedaille und Barbãr die Silbermedaille beim European Beer Star.